# Marin Restović
Marin Restović (Podgorica, 1990. július 22. –) montenegrói származású német válogatott vízilabdázó, a Spandau 04 játékosa.

## Nemzetközi eredményei
- Európa-bajnoki 11. hely (Belgrád, 2016)